# جاك تشيس (ملاكم)
جاك تشيس (بالإنجليزية: Jack Chase)‏ (27 يناير 1914 بشيرمان في الولايات المتحدة - 23 مارس 1972) هو ملاكم أمريكي، صنّف ضمن فئة الوزن المتوسط.

## إحصائيات
خاض خلال مسيرته 122 نزالا، فاز في 85 وتعادل في 12 وخسر في 25.